# الحياة البرية في موريتانيا
الحياة البرية في موريتانيا تتمتع بتأثيرين رئيسيين لأنها تقع في نطاقين بيئيين جغرافيين، يقع الشمال في منطقة قطبية التي تمتد جنوبًا من الصحراء الكبرى إلى حوالي 19 درجة شمالًا ويقع الجنوب في منطقة الإقليم المداري الإفريقي، بالإضافة إلى ذلك، فإن موريتانيا مهمة للعديد من الطيور التي تهاجر إليها من منطقة القطبية.

## المناطق والموائل الحيوانية
يُنظر إلى معظم مناطق الشمال إلى حوالي 19 درجة شمالًا على أنها تقع في منطقة قطبية، وتتكون إلى حد كبير من الصحراء الكبرى والموائل الساحلية المجاورة لها، ويُنظر إلى الجنوب على أنه عالم الجغرافيا الحيوية الإفريقية، مما يعني أن أنواع الحيوانات ذات التوزيع الاستوائي في الغالب تسيطر على تلك المنطقة. والتي تقع جنوب الصحراء الكبرى للمنطقة البيئية والغابات والتي تندمج في منطقة سافانا البيئية الساحلية. التي تقع أقصى جنوب البلاد وغرب السودان.
تعتبر الأراضي الرطبة مهمة، والمنطقتان المحميتان الرئيسيتان هما حوض أركين الذي يحمي النظم البيئية الساحلية والبحرية الغنية والضحلة التي تتكامل مع الصحراء القاحلة، ومنتزه جاولينج الوطني الذي يشكل الجزء الشمالي من دلتا نهر السنغال، وفي أماكن أخرى من موريتانيا، عادة ما تكون الأراضي الرطبة سريعة الزوال وتعتمد على هطول الأمطار الموسمية وقد تكون مهمة جدًا للطيور المهاجرة.

## الثدييات
هاجرت معظم أنواع الثدييات الكبيرة من موريتانيا، وبعضها انقرضت، ومن بينها مها أبو حراب ومها أبو عدس وثيتل السنغال وغزال المهر، وريدبك بوهور وغزال دوركاس وغزال أحمر الجبهة، وغزال نحيل القرون. وفي منطقة منتزه جاولينج الوطني، أطلق النار على آخر أسد في عام 1970، ولم يُشاهد فيها خراف البحر أو فرس النهر في السنوات الأخيرة. وإن فقمة الراهب المتوسطية كان آخر معاقلها في العالم في الخلجان على طول شبه جزيرة رأس نواذيبو بالقرب من نواذيبو.
تشمل الثدييات الشائعة الموجودة حالياً، ثعلب الفنك، والذئاب الذهبية الإفريقية، وخنزير ثؤلولي، والقطط البرية الإفريقية، والأرانب البرية، وقرود الباتاس.

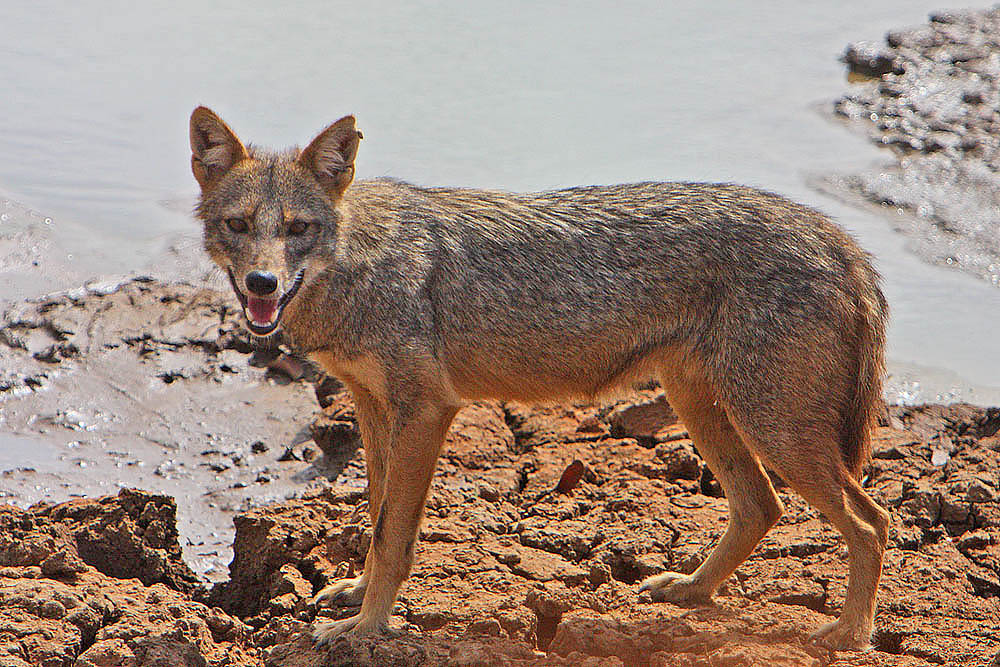
الذئب الذهبي الإفريقي

تعد المياه البحرية الغنية لموريتانيا موطنًا لمجموعة متنوعة من الحيتانيات، حيث تشكل الارتفاعات المتساقطة من المعاطف مناطق تغذية غنية لحيتان البالين وتشمل الحيتان الزرقاء، وحوت ساي وحوت بريدي، على الرغم من أن حوت شمال الأطلسي الصائب انقرض الآن في شرق المحيط الأطلسي وتم تسجيله قبالة موريتانيا. الحيتانيات الأخرى التي تم العثور عليها قبالة ساحل موريتانيا تشمل خنزير البحر المألوف، ودلفين أطلسي منقط، ودلفين قاروري الأنف، وحوت العنبر، وحوت مرشد قصير الزعانف، وحوت قاتل.

## الطيور
سُجل أكثر من 500 نوع من الطيور في موريتانيا، تشمل أنواع الحدأة إفريقية خطافية الذيل، والحبارى النوبية، والحبارى العربية، والحبارى الإفريقية، والقطاط المصري، والدوري الذهبي.
تعتبر الأراضي الرطبة الساحلية ذات أهمية كبيرة لأكثر من مليوني نوع، وخمسة عشر نوعًا مختلفًا من الدريجة ألبية، والبقويقة مخططة الذيل، والدريجة الكروانية وطيطوي أحمر الساق التي يبلغ عدد كل منها أكثر من 100000 طائر، تشمل الأنواع الشتوية الأخرى أكثر من 30000 من طيور النحام، والطيور المتكاثرة تشمل البجع الأبيض الكبير، والغاق الإفريقي، والخرشنة النيلية، وخرشنة قزوينية، والخرشنة الملكية، والخرشنة الشائعة، مع نوعين فرعيين فريدين من البلشون الرمادي وأبو ملعقة أوراسي ونوع من بلشون الصخر.

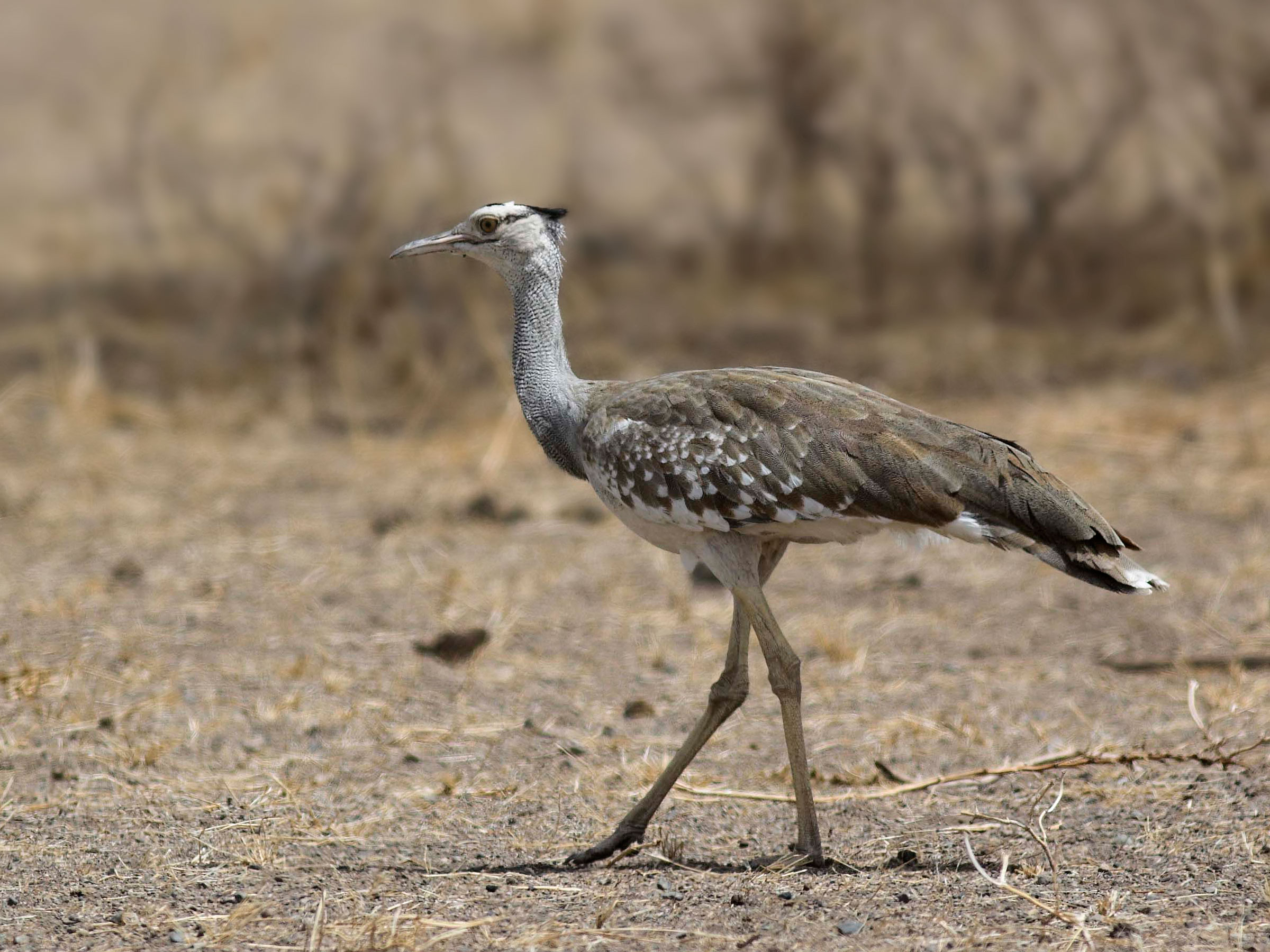
طائر الحبارى العربي

## الزواحف
لا يزال تمساح غرب إفريقيا موجودًا بأعداد صغيرة في موريتانيا. والزواحف الأخرى التي عثر عليها تشمل الحرباء الإفريقية، والحرباء السنغالية، والورل النيلي، ومختلف السحالي الأخرى، مثل الكوبرا المالية والكوبرا سوداء الرقبة، والأفعى المقرنة الصحراوية، والأفعى الرملية الصحراوية، والأفعى النافخة، وكذلك السلاحف البرية والبحرية وسلاحف المياه العذبة، سُجل 86 نوعًا من الزواحف من 21 عائلة في موريتانيا. وتم تأكيد وجود 11 نوعًا من البرمائيات فيها، ولكن من المتوقع تسجيل 19 نوعًا آخر، خاصة في جنوب البلاد.

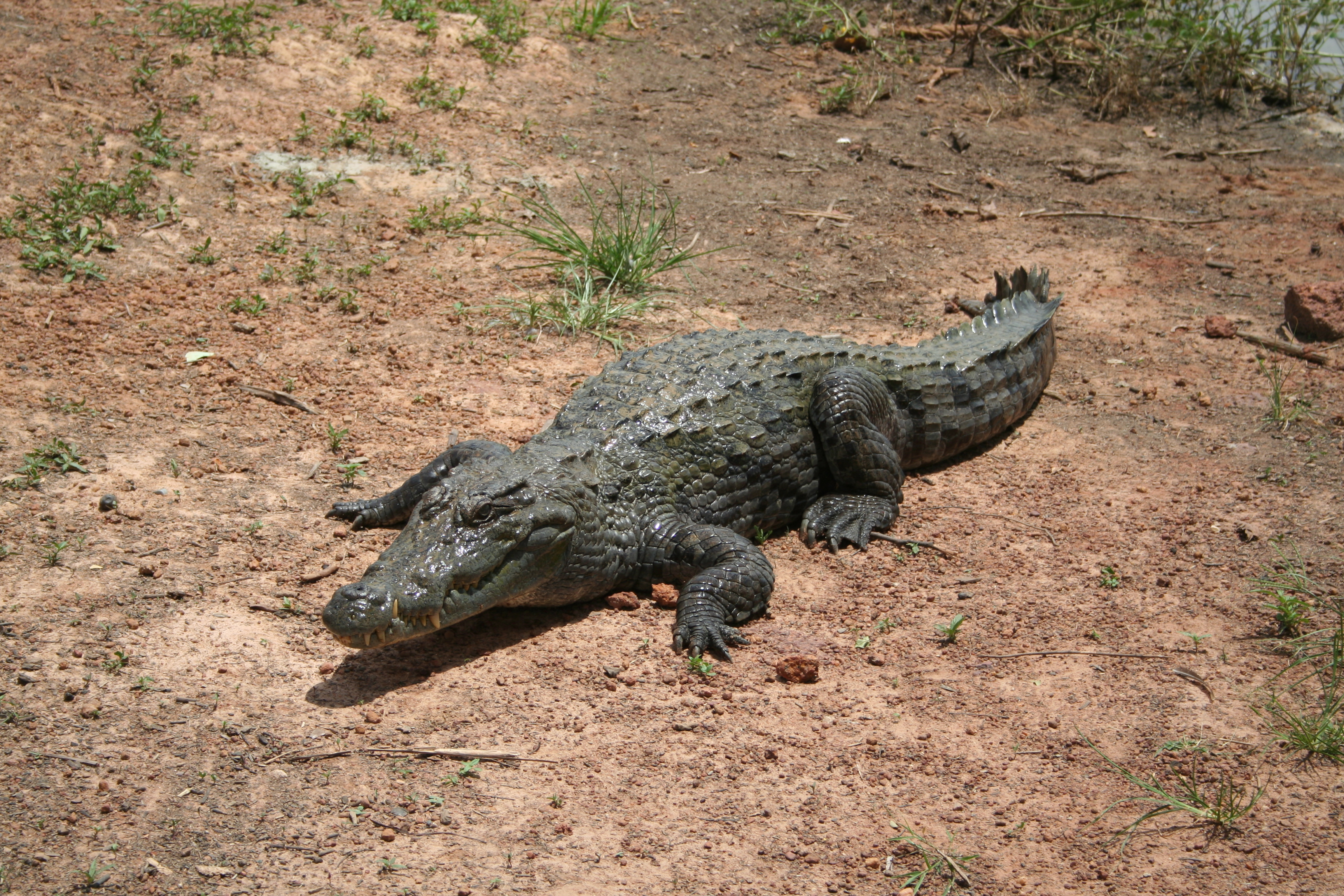
تمساح غرب إفريقيا

## الأسماك
تعتبر الأسماك البحرية الموجودة قبالة السواحل الموريتانية موردًا مهمًا للصيد التجاري والرياضي، وتشير التقديرات إلى أن الصيد المحتمل يتراوح بين 400000 و700000 طن. وتستضيف المياه الغنية قبالة السواحل مجموعة متنوعة من الأنواع الأكثر شيوعًا في المياه المعتدلة في الشمال مثل الشبص الأوروبي، وسمك النازلي الأوروبي، وسمك الدنيس، وكذلك الأنواع الأكثر شيوعًا في المياه الدافئة بما في ذلك القرش الحوتي، والتونة الأطلسية زرقاء الزعانف، وسمك المرلين الشراعي الأطلسي، والخنجولة،وسمك المرلين الأزرق الأطلسي. وقد أُبلغ عن وجود 56 نوعًا من أسماك المياه العذبة في موريتانيا، وتم تأكيد وجود 50 نوعًا منها.

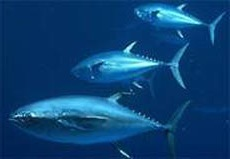
التونة زرقاء الزعانف